# اردک سرسخت
اردک سرسخت (نام علمی: Aythya australis) نام یک گونه از سرده دریانشین است.